# (21040) 1990 OZ
(21040) 1990 OZ est un astéroïde de la ceinture principale d'astéroïdes découvert en 1990.

## Description
(21040) 1990 OZ a été découvert le 20 juillet 1990 à l'observatoire Palomar, situé au nord de San Diego en Californie, par Eleanor Francis Helin.

### Caractéristiques orbitales
L'orbite de cet astéroïde est caractérisée par un demi-grand axe de 2,68 UA, un périhélie de 2,26 UA, une excentricité de 0,16 et une inclinaison de 12,82° par rapport à l'écliptique. Du fait de ces caractéristiques, à savoir un demi-grand axe compris entre 2 et 3,2 UA et un périhélie supérieur à 1,666 UA, il est classé, selon la JPL Small-Body Database, comme objet de la ceinture principale d'astéroïdes.

### Caractéristiques physiques
(21040) 1990 OZ a une magnitude absolue (H) de 14,0 et un albédo estimé à 0,334.